# Château de Cumond
Le château de Cumond est un édifice situé à Saint-Antoine-Cumond, en France.

## Localisation
Le château est situé sur le territoire de la commune de Saint-Antoine-Cumond dans le département de la Dordogne, en région Nouvelle-Aquitaine.

## Description
Le château de Cumond est construit de 1700 à 1702, de plan en H, avec un corps de bâtiment central cantonné de deux pavillons. La charmille devant le château a été plantée à la fin du XVIIIe siècle. Le parc paysager a été réalisé à la fin du XIXe siècle selon les plans des paysagistes Denis et Eugène Bühler.

## Historique
La seigneurie de Cumond est citée à partir du XIVe siècle, elle appartenait alors aux sires de Cumont. Au début du XVe siècle, elle relevait de la châtellenie de Chalais et en 1464 de celle d'Aubeterre. Elle est divisée ensuite en trois fiefs distincts : Cumont, la Courre et Salleboeuf. En 1600, Cumond est aux la Cropte de Bourzac, puis aux d'Arlot de Frugie en 1664. En 1702, Jacques d'Arlot fait construire le château actuel en lieu et place de l'ancien logis médiéval[réf. souhaitée].
Le château est inscrit et classé au titre des monuments historiques par arrêté du 10 octobre 2005,.
Le 20 août 1841 y est né Louis Roger, marquis d'Arlot de Cumond, mort le 7 mars 1924 au château du Lieu-Dieu à Boulazac.